# Озерки (Таборинський район)
Озе́рки (рос. Озёрки) — присілок у складі Таборинського району Свердловської області. Входить до складу Унже-Павинського сільського поселення.
Населення — 148 осіб (2010, 209 у 2002).
Національний склад населення станом на 2002 рік: росіяни — 94 %.